# استفان پلازا
استفان پلازا (انگلیسی: Stiven Plaza؛ زادهٔ ۱۱ مارس ۱۹۹۹) بازیکن فوتبال اهل اکوادور است که در پست مهاجم برای تیم گوایاکیل سیتی اکوادور بازی می‌کند.
از باشگاه‌هایی که در آن بازی کرده‌است می‌توان به باشگاه فوتبال یونیورسیتاریو اشاره کرد.